# Aylesbury FC
Aylesbury FC (celým názvem: Aylesbury Football Club) je anglický fotbalový klub, který sídlí ve městě Aylesbury v nemetropolitním hrabství Buckinghamshire. Založen byl v roce 1930 pod názvem Negretti & Zambra FC. Od sezóny 2018/19 hraje v Southern Football League Division One Central (8. nejvyšší soutěž). Klubové barvy jsou červená a černá.
Své domácí zápasy odehrává na stadionu Haywood Way s kapacitou 1 300 diváků.

## Historické názvy
Zdroj: 
- 1930 – Negretti & Zambra FC (Negretti & Zambra Football Club)
- 19?? – Stocklake FC (Stocklake Football Club)
- 2000 – Haywood United FC (Haywood United Football Club)
- 2005 – Aylesbury Vale FC (Aylesbury Vale Football Club)
- 2009 – Aylesbury FC (Aylesbury Football Club)

## Získané trofeje
- Wycombe Senior Cup ( 1× )
  - 1994/95
- Berks & Bucks Senior Cup ( 1× )
  - 2015/16

## Úspěchy v domácích pohárech
Zdroj: 
- FA Cup
  - 4. předkolo: 2009/10
- FA Trophy
  - 1. předkolo: 2010/11, 2011/12, 2013/14, 2014/15, 2015/16, 2017/18
- FA Vase
  - 3. kolo: 2008/09

## Umístění v jednotlivých sezonách
Stručný přehled
Zdroj: 
- 1988–1990: Chiltonian League (Division One)
- 1990–2000: Chiltonian League (Premier Division)
- 2000–2001: Spartan South Midlands League (Division One)
- 2001–2002: Spartan South Midlands League (Division Two)
- 2002–2004: Spartan South Midlands League (Division One)
- 2004–2010: Spartan South Midlands League (Premier Division)
- 2010–2017: Southern Football League (Division One Central)
- 2017–2018: Southern Football League (Division One East)
- 2018– : Southern Football League (Division One Central)

Jednotlivé ročníky
Zdroj: 
Legenda: Z - zápasy, V - výhry, R - remízy, P - porážky, VG - vstřelené góly, OG - obdržené góly, +/- - rozdíl skóre, B - body, červené podbarvení - sestup, zelené podbarvení - postup, fialové podbarvení - reorganizace, změna skupiny či soutěže
| Sezóny  | Liga                                             | Úroveň | Z  | V  | R  | P  | VG  | OG | +/- | B  | Pozice |
| ------- | ------------------------------------------------ | ------ | -- | -- | -- | -- | --- | -- | --- | -- | ------ |
| 2009/10 | Spartan South Midlands League (Premier Division) | 9      | 42 | 28 | 8  | 6  | 109 | 41 | +68 | 92 | 1.     |
| 2010/11 | Southern Football League (Division One Central)  | 8      | 42 | 19 | 11 | 12 | 73  | 62 | +11 | 68 | 8.     |
| 2011/12 | Southern Football League (Division One Central)  | 8      | 42 | 12 | 8  | 22 | 50  | 82 | -32 | 44 | 20.    |
| 2012/13 | Southern Football League (Division One Central)  | 8      | 42 | 16 | 10 | 16 | 76  | 73 | +3  | 58 | 12.    |
| 2013/14 | Southern Football League (Division One Central)  | 8      | 42 | 14 | 6  | 22 | 56  | 73 | -17 | 48 | 16.    |
| 2014/15 | Southern Football League (Division One Central)  | 8      | 42 | 25 | 7  | 10 | 81  | 46 | +35 | 82 | 3.     |
| 2015/16 | Southern Football League (Division One Central)  | 8      | 42 | 20 | 8  | 14 | 72  | 52 | +20 | 68 | 8.     |
| 2016/17 | Southern Football League (Division One Central)  | 8      | 42 | 12 | 8  | 22 | 54  | 75 | -21 | 44 | 19.    |
| 2017/18 | Southern Football League (Division One East)     | 8      | 42 | 9  | 6  | 27 | 40  | 88 | -48 | 33 | 21.    |
| 2018/19 | Southern Football League (Division One Central)  | 8      | 38 |    |    |    |     |    |     |    |        |